# 航海王3D：追逐草帽大冒險
《ONE PIECE 3D 追逐草帽大冒險》是於2011年上映的第11部《ONE PIECE》電影版。並首次採取3D製作技術，也是歷年來所有劇場版長度最短的一部。
以『JUMP HEROES film』為題，同步上映『美食獵人TORIKO 3D 開幕！美食大冒險！！』。

## 製作
劇場版《ONE PIECE》系列史上首次全部以數碼製及以及3D電影。

## 劇情
有一天，魯夫發現的他的草帽不見了。結果是被一支大鷲給叼走了，魯夫加速緊追，草帽海賊團即將進入偉大航路的危險區域。舒奈德和老狗巴茲同是海賊團的夥伴，但是舒奈德卻要將巴茲趕走，忠心耿耿的巴茲怎麼樣都不願意離開舒奈德，於是舒奈德只好故意刁難巴茲，要牠去執行一項艱難的任務，那就是偷取魯夫的草帽。魯夫一覺醒來發現最重要的草帽竟然不見了，他焦急地到處找，大家看他這樣，也紛紛放下手邊的工作一起幫忙找，然而，四處都找遍了，就是沒有看到帽子的蹤影，這時候，騙人布突然想起昨晚起來上廁所時，曾經看到一隻很大的鳥從空中飛過…

## 登場人物

### 原作人物
| 角色名稱        | 配音員     | 配音員 | 配音員 |
| 角色名稱        | 日本       | 臺灣   | 香港   |
| --------------- | ---------- | ------ | ------ |
| 蒙其·D·魯夫     | 田中真弓   | 詹雅菁 | 周恩恩 |
| 羅羅亞·索隆     | 中井和哉   | 宋克軍 | 蔡忠衛 |
| 娜美            | 岡村明美   | 許淑嬪 | 謝穎茵 |
| 騙人布          | 山口勝平   | 符爽   | 待查詢 |
| 賓什莫克·香吉士 | 平田廣明   | 孫中台 | 李家傑 |
| 多尼多尼·喬巴   | 大谷育江   | 詹雅菁 | 待查詢 |
| 妮可·羅賓       | 山口由里子 | 許淑嬪 | 莊巧怡 |
| 佛朗基          | 矢尾一樹   | 符爽   | 待查詢 |
| 布魯克          | 長         | 宋克軍 | 待查詢 |
| 「紅髮」傑克    | 池田秀一   | 宋克軍 | 待查詢 |

### 本作人物
舒奈德
聲優：山口智充（日本）；孫中台（台灣）；黃志明（香港）
舒奈德海賊團船長，被草帽海賊團從漂流船救出的老海賊。
巴茲/大鷹
聲優：山口智充（日本）；宋克軍（台灣）
舒奈德所飼養的老狗，動物系「飛鳥果實 鵰型態」能力者。在劇中將魯夫的草帽給偷走。
海軍將校
聲優：草尾毅（日本）；宋克軍（台灣）
在劇中射穿的魯夫的草帽。

## 工作人員
- 原作：尾田榮一郎（集英社・週刊少年JUMP連載）
- 劇本：堤泰之
- 監督：佐藤宏幸
- 製作：「2011 ONE PIECE」製作委員會
- 配給：東映

## 音樂

作曲：沖祐市，編曲/演奏：Tokyo Ska Paradise Orchestra

## 外部連結
- 官方网站
- NISSAN Original One Piece Anime DVD